# The Life of the Party
The Life of the Party (bra: O Folgazão, ou Aceitando o Desafio) é um filme estadunidense de 1920, do gênero comédia, dirigido por Joseph Henabery, com roteiro de Walter Woods baseado no conto "The Life of the Party", de Irvin S. Cobb, publicado no Saturday Evening Post em 25 de janeiro de 1919.